# Nostra Senyora de les Voltes
Nostra Senyora de les Voltes és una capella del poble de Catllà, a la comuna del mateix nom, de la comarca del Conflent, a la Catalunya del Nord.
És a l'angle est del cementiri de Catllà, al Camí de Vallàuria, cantinada amb el Carrer del Salt Gros.
És una petita capella de carrer, que conté únicament el presbiteri, amb l'altar: la zona dedicada als fidels era el carrer mateix. Té la coberta a dos vessants.